# Kostplan
En kostplan er et – ofte professionelt sammensat – skema over et individs formodet optimale energiindtag af mad og drikke. Skemaet kan været udformet i samråd med en diætist, eller lignende person med ekspertice på området.
| Mad og drikke | Spire Denne artikel om mad og drikke er en spire som bør udbygges. Du er velkommen til at hjælpe Wikipedia ved at udvide den. |